# Maqueta arquitectónica

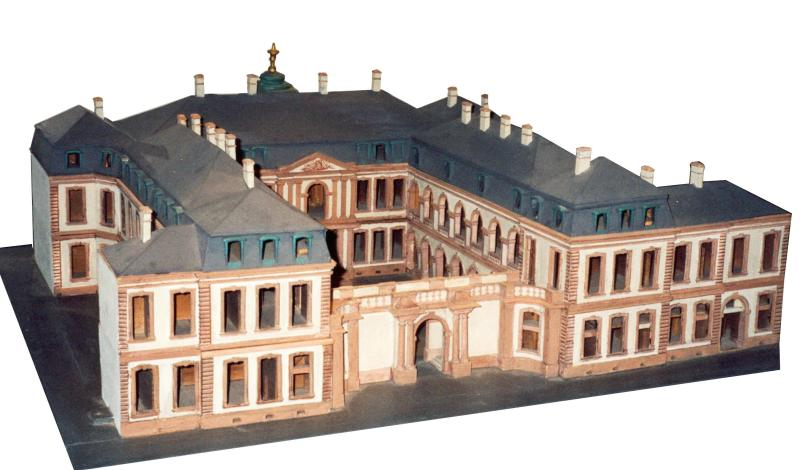
Maqueta de un edificio histórico. Palacio Thurn und Taxis en Fráncfort, Alemania.

Una maqueta arquitectónica es una representación física a escala reducida de una edificación, proyecto urbano, o partes del mismo. La representación puede ser muy sencilla, de sólo volúmenes, hasta extremadamente detallada, similar a un diorama. El uso varía desde un modelo rápido, para referencia, exploración o análisis, hasta modelos muy acabados para la promoción o presentación de proyectos a clientes, o al público. Además de las maquetas arquitectónicas y urbanas, se elaboran también maquetas de territorios.
Las maquetas arquitectónicas, como la mayoría de las representaciones de escala, se utilizan como una herramienta de comunicación. Una maqueta a escala, debería entregar un mensaje altamente eficaz. Los arquitectos hacen maquetas a escala durante el diseño para estudiar algún aspecto de la forma general o la relación entre edificios u otros aspectos. La maqueta a escala es un arte que requiere precisión y experiencia.

## Escalas
La cantidad y precisión de los detalles que pueden realizarse dependen de la escala utilizada en la maqueta. Las escalas usadas más comúnmente son:

## Materiales

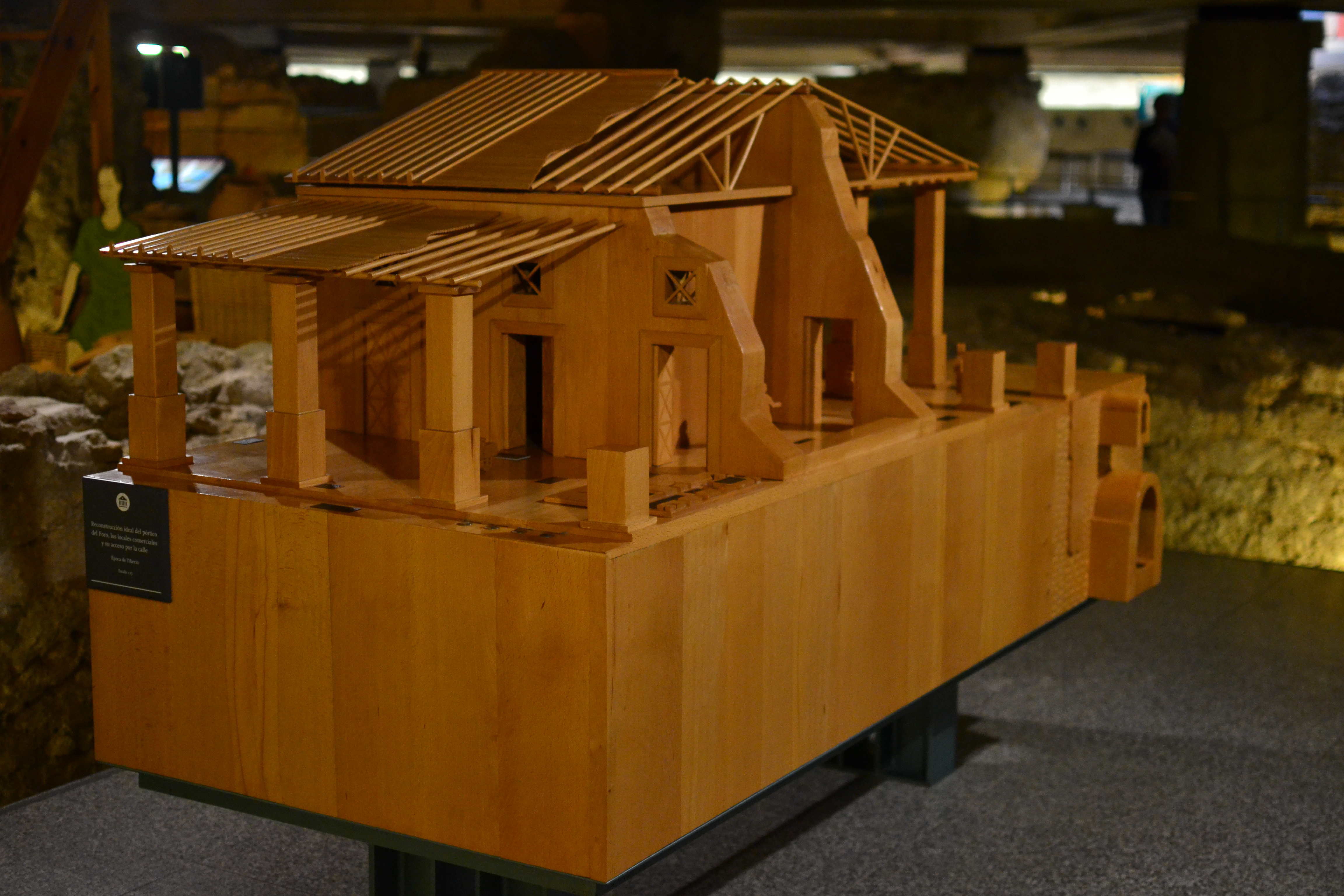
Maqueta del foro romano de Caesaraugusta. Museo del Foro de Caesaraugusta.

Los materiales que se utilizan para hacer las diferentes partes de la maqueta son muy variados, tales como: madera, corcho, cartón (cartón espuma, etc.), plástico, acrílico, espuma sintética, vidrio (bases), lija, esponja, plastilina, metal (chapa), etc.
Además existen empresas especializadas en fabricar elementos decorativos a escala para maquetas, como plantas, muebles, puertas, figuras humanas, vehículos, y muchos otros más.
Entre los materiales más utilizados en la creación de las maquetas destaca el papel batería, aunque puede ser sustituido por cartón, papel ilustración, etc.

## Impresión 3D
La tecnología de impresión 3D, que permite obtener maquetas reales a partir de los datos de un modelo virtual en programas de diseño 3D; ha revolucionando el mundo del maquetismo, puesto que el modelo final puede obtenerse en horas en lugar de semanas. Las impresoras 3D utilizan una mezcla de aglomerante y compuestos para fabricar la maqueta (o las partes) directamente en color. Existen distintos sistemas de post-procesado (baño de cera, adhesivos, etc.) que permiten obtener distintos acabados (más duro, brillante, o rugoso).

## Relevancia arquitectónica
La confección de una maqueta es una herramienta principal de la arquitectura, pues en ella se plasman los diferentes conceptos de diseño, edificación y representación espacial en el terreno.  La representación en tres dimensiones permite corregir en esta etapa del proyecto las desviaciones no detectadas en el plano, realizar cambios de espacios, y apreciar su impacto visual.
El propósito de una maqueta arquitectónica es presentar algo que se ve en tres dimensiones. Esto puede ser un edificio propuesto para ser presentado a un cliente, departamento de planificación o comunidad, diseñador, con el fin de desarrollar y mejorar un diseño. Independientemente del propósito en el que se usan las maquetas arquitectónicas, el efecto es a menudo notable, llamando la atención.
Las maquetas de arquitectura presentan los detalles y el contexto, muy difíciles de apreciar en términos de visualizaciones virtuales y mucho más fáciles de entender por los beneficiarios del proyecto, que quieren ver las cosas en miniatura antes de invertir en el proyecto.